# 雷根斯堡主教座堂合唱團
雷根斯堡主教座堂合唱團（德語：Regensburger Domspatzen）是一個古典樂的少年与男子混声合唱團。Dom在中文為教堂，而Spatzen為吵雜的麻雀們，引申為吵鬧的男童。因而Regensburger Domspatzen中文有些唱片公司翻譯為雷根斯堡大教堂唱詩班，也有些叫做雷根斯堡大教堂少年聖樂合唱團。
該團於1976年在德國雷根斯堡創立，算是很長壽又不間斷的少年合唱團之一。教宗保祿六世曾在1976年的時候在他們「紀念創立一千年音樂會」上讚美他們為「世上最有名氣的合唱團之一」。這些歷來的教宗都頗喜歡在公開場合稱讚一些兒童合唱團，但儘管如此，得到教宗的讚揚仍然是該團一項引以為傲的事實。無數次成功的音樂會也擄獲樂迷們的心，這些「歌唱的麻雀」們不但透過錄製的CD也透過媒體的報導迅速的走紅於Regensburger、德國，甚至是世界各地。而要成為這麻雀的一份子也不簡單，所有的成員相信在離開該團之後，仍然能夠回憶起在Regensburger的點點滴滴。雷根斯堡主教座堂合唱團在文化的傳承上也扮演著重要的角色，並且也成為了Regensburg當地著名的市標之一。透過巡迴世界的演唱，他們也被當地人叫做「Regensburg的歌唱使者」。他們周遊著世界各地，西到美國、加拿大，東到像是台灣、南韓或是日本等國家。當然，在歐洲本地的演唱會更是少不了。

## 衣著與演唱
雷根斯堡主教座堂合唱團平常在演唱會的服裝為深藍色的西裝，而在雷根斯堡主教座堂做彌撒時，則是習慣穿著著紅白相間的禮袍。演唱的曲目也是十分的廣博，從16世紀的合唱音樂到現代音樂皆有涉獵。也許就是因為這樣多方面的演唱，更加引起了樂界對他們的尊敬和愛慕。

## 歷史
西元957年時，Wolfgang主教將教區從城外的St Emmeram教堂移入市中心。而創立出的教會學校很快的就成為了當地重要的教育機構。而彌撒也被認為是學童們生活中重要的一部份。現今這些小麻雀們的巢是繼承了1924年到1965年的指揮Dr. Theobald Schrems所定下的房子。在他40年的規劃之下，現在的學校不但是訓練合唱團的寄宿學校也開放當地的孩童就讀。這樣相輔相成之下，雷根斯堡主教座堂合唱團更加的快速成長。

## 展望
1964年後改由喬治·拉辛格作為指揮和領導。他為該團找尋一個自然且本質的Regensburg聲音概念，並帶領著該團邁向了第一個一千年，並且也展望著下一個將來的世紀。

## 外部連結
- Sängerknaben!